# Tulva (fiume)
La Tulva (in russo Тулва?) è un fiume della Russia europea orientale, affluente di sinistra del fiume Kama (bacino idrografico del Volga). Scorre nel Territorio di Perm', nei rajon Uinskij, Bardymskij e Osinskij.
La sorgente del fiume si trova nella parte meridionale dell'altopiano Tulvinskij (altopiano della Tulva), 10 km a sud-ovest del villaggio di Aspa. Nelle vicinanze nasce anche il fiume Tjuj (affluente della Ufa). Nel corso superiore scorre a ovest, poi svolta a nord e mantiene questa direzione di flusso fino alla foce. Nel corso superiore, la larghezza del fiume è di 10-20 metri, poi si espande fino a 25-40 metri e inizia a formare lanche e piccoli canali laterali. Dopo il villaggio di Barda (il maggiore lungo il fiume, centro amministrativo del distretto omonimo), la larghezza del fiume è di 50-70 metri. 
La Tulva sfocia nel bacino idrico di Votkinsk, nel distretto della città di Osa, formando una baia lunga più di 20 km e larga fino a 5 km. Ha una lunghezza di 118 km, il suo bacino è di 3 530 km². Il suo maggior affluente è la Barda (lunga 75 km) proveniente dalla sinistra idrografica.